# 롤 마이던
라울 미동(Raul Midon, 1966년 3월 14일 ~ )은 미국의 남성 가수, 기타리스트, 드러머, 작사가, 작곡가, 영화배우이다.

## 생애
아프리카계 아르헨티나인 부모 사이에서 출생한 그는 1983년 기타리스트 첫 데뷔하였고 1989년 가수 데뷔하였으며 2006년 미국 다큐멘터리 영화 《Herbie Hancock: Possibilities》의 주연을 통하여 영화배우 데뷔하였다.

## 유명세
시각 장애를 가지고 있는 그는 1990년대 중후반 당시 "제2의 스티비 원더" 라 알려지고 보통적으로 대한민국 국내에서는 《State of mind》라는 노래 작품을 오리지널 원곡으로 불러 히트한 가수로 널리 잘 알려져 있다. 그는 대한민국 국내 음악 프로그램에도 출연한 전력이 있다. 최욱이 언급해서 더 유명해짐

## 수상 및 후보
롤 마이던은 2018년 제60회 그래미 어워드에서 《Bad Ass and Blind》 앨범으로, 2019년 제61회 그래미 어워드에서 《If You Really Want》 앨범으로 각각 "최우수 재즈 보컬 앨범(Best Jazz Vocal Album)" 부문 후보에 올랐다. 또한, 2021년 제63회 그래미 어워드에서도 《The Mirror》 앨범으로 동일 부문 후보에 지명되었다.

## 같이 보기
- 스티비 원더
- 허비 행콕

1. ↑  Grammy Awards. “Raul Midón”. The Recording Academy. 2025년 6월 28일에 확인함.